# 존 셰이
존 빅터 셰이 3세(영어: John Victor Shea III, 1949년 4월 14일 ~ )는 미국의 배우, 영화 제작자, 연출가이다. 미니시리즈 《Baby M》(1988)으로 1988년 제40회 프라임타임 에미상 미니시리즈 부문 남우조연상을 수상했다.

## 출연 작품

### 영화
- 의문의 실종 (1982)
- 프리잭 (1992)
- 아이가 커졌어요 (1992)
- 인비저블 사인 (2010)
- 51구역 (2011)

### 텔레비전
- Baby M (1988)
- 섹스 앤 더 시티 (1999)
- 뮤턴트 X (2001-04, Mutant X)
- 로앤오더 (2003, 2005)
- 고스트 & 크라임 (2005)
- 뉴욕 특수수사대 (2005, 2008)
- 원:아워 (2009)
- 가십걸 (2007-12)
- 굿 와이프 (2012-13)
- 마담 세크리터리 (2014)
- 엘리멘트리 (2015)
- 본즈 (2016)
- 디셉션 (2018)
- 블랙리스트 (2021)
- 블루 블러드 (2022)